# Jigantsi
Jigantsi ou Žiganci (en macédonien Жиганци) est un village de l'est de la Macédoine du Nord, situé dans la municipalité de Tchéchinovo-Obléchévo. Le village comptait 362 habitants en 2002. Il se trouve à proximité de la gare de Zletovitsa, située sur la ligne de Vélès à Kotchani.

## Démographie
Lors du recensement de 2002, le village comptait :
- Macédoniens : 362